# Jaime Melo Jr.

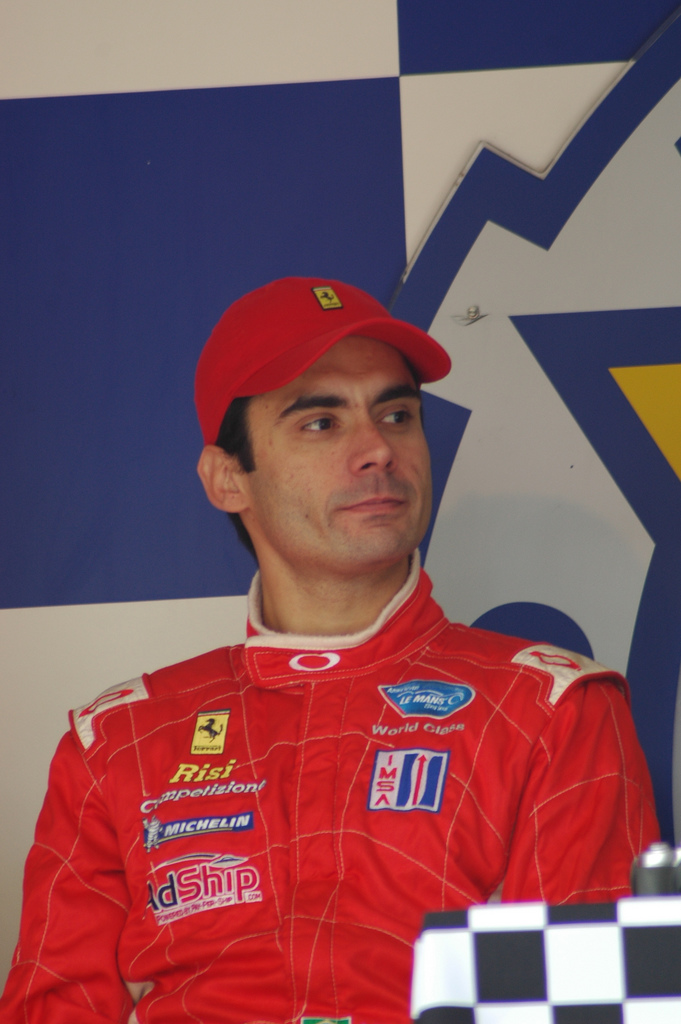
Jaime Melo Jr. en las 24 Horas de Le Mans de 2009

Jaime Melo Jr. (Cascavel, 24 de abril de 1980) es un piloto brasileño de automovilismo que se destacó como piloto de Ferrari en gran turismos. Dentro de la clase GT2 / GT, fue campeón del Campeonato FIA GT en 2006 y de la American Le Mans Series en 2007, y ganó las 24 Horas de Le Mans de 2008 y 2009, las 24 Horas de Spa de 2009, las 12 Horas de Sebring de 2007, 2009 y 2010, y Petit Le Mans en 2008 y 2009 entre otras carreras de resistencia.

## Karting y monoplazas
En su juventud, Melo fue múltiple campeón paranaense y brasileño de karting. En 1996 debutó en monoplazas al ascender a la Fórmula Ford Brasileña. Luego disputó la Fórmula 3 Sudamericana, donde fue tercero en 1997 y subcampeón en 1998 y 1999. En 2000 se trasladó a Europa a competir en la Fórmula 3000 Internacional en el programa de formación de pilotos de Petrobras. Ese año empató en 11º lugar al puntuar en tres carreras, ninguna de ellas con podio. En 2001 se unió a Durango, con el cual llegó segundo en Interlagos pero solo sumó puntos una vez más y fue despedido a tres fechas del cierre.
Melo recaló en la Fórmula 3000 Europea; allí obtuvo tres victorias y tres podios adicionales en las nueve carreras de 2002, con lo cual venció a Romain Dumas y se coronó campeón. En 2002 también compitió en la World Series by Nissan. Al año siguiente, Melo se inscribió en la Eurocopa de Fórmula Renault V6. Corriendo para Cram, sumó cuatro victorias y otros dos podios en 18 carreras, de manera que finalizó quinto en el campeonato. Además retornó a la Fórmula 3000 Europea y logró una victoria.

## Primeros años en gran turismos
Al no lograr ascender en monoplazas, Melo pasó a correr en gran turismos en 2004. El equipo JMB fichó por él y lo sentó en distintas Ferrari de la clase GT. Disputó cuatro fechas del Campeonato FIA GT en la clase principal acompañando a Karl Wendlinger, dentro de las cuales ganó una y llegó segundo; corrió dos fechas de la Le Mans Series, donde fue segundo en los 1000 km de Monza; y abandonó en las 24 Horas de Le Mans. Ese año, también corrió dos fechas adicionales del Campeonato FIA GT al mando de una Ferrari pero de la clase N-GT y por el equipo GPC; ganó una y llegó tercero en la otra. En 2005 permaneció en GPC, con el cual participó en los 1000 km de Estambul de la Le Mans Series, donde llegó segundo en la clase GT2, y seis fechas del Campeonato FIA GT en la clase GT1, en la cual su mejor resultado fue un tercer puesto.

## Éxitos en gran turismos
En 2006, Melo dividió esfuerzos entre América del Norte y Europa, ya que compitió simultáneamente en la American Le Mans Series y el Campeonato FIA GT, en ambos casos con Ferrari de la clase GT2. En la primera disputó cinco fechas para Risi y logró dos victorias y dos terceros lugares. En la segunda consiguió dos triunfos y cinco podios adicionales en diez fechas, entre ellos un segundo lugar en las 24 Horas de Spa, lo que le valió ganar los títulos de pilotos y de equipos (AF Corse). Melo se dedicó de lleno a la American Le Mans Series en 2007. Con Mika Salo como compañero de butaca, ganó 8 de las 12 fechas de certamen en la clase GT2, entre ellas las 12 Horas de Sebring, las 500 Millas de Road America y el Gran Premio de Long Beach, de manera que conquistaron ambos títulos. También participó en las 24 Horas de Le Mans para Risi y en una fecha del Campeonato FIA GT para AF Corse, debiendo retirarse en ambas oportunidades.
Melo mantuvo un cronograma semejante en 2008. Ganó dos fechas de la American Le Mans Series, entre ellas Petit Le Mans, pero únicamente dos podios más. En consecuencia, Melo y Salo empataron en séptimo lugar en la tabla de pilotos, y Risi fue tercero en el certamen de equipos. En Europa, Melo ganó las 24 Horas de Le Mans para Risi, teniendo a Salo y Gianmaria Bruni como compañeros de butaca; fue tercero en las 24 Horas de Spa con Toni Vilander como cuarto compañero en AF Corse; y ganó los 1000 km de Silverstone para Virgo, siempre con una Ferrari de la clase GT2.
Melo ganó cuatro de las carreras de resistencia más importantes del mundo en 2009: las 12 Horas de Sebring, las 24 Horas de Le Mans, Petit Le Mans y las 24 Horas de Spa, las tres primeras para Risi con Salo y Pierre Kaffer, y la cuarta para AF Corse con Bruni, Vilander y Luis Pérez Companc. En la American Le Mans Series, Melo y Kaffer sumaron cuatro podios además de las victorias en Sebring y Atlanta, lo cual no bastó para vencer al Porsche de Patrick Long y Jörg Bergmeister del equipo Flying Lizard, y debieron conformarse con subcampeonatos de pilotos y equipos. Por otra parte, Melo acompañó a Antonio García y Leo Mansell en tres fechas de la Le Mans Series para el equipo Modena, también Ferrari; logró un segundo puesto, un tercero y un cuarto.
En 2010, Melo venció en las 12 Horas de Sebring y dos fechas adicionales de la American Le Mans Series. Como se ausentó en una fecha por problemas de salud, no acompañó a Bruni como subcampeón de pilotos; Risi también quedó como segundo mejor equipo de la clase GT. Asimismo, Melo y Bruni abandonaron en las 24 Horas de Le Mans como pilotos de Risi, y fueron compañeros de butaca en AF Corse en cuatro de las cinco fechas de la Le Mans Series: ganaron dos y fueron segundos en otra. Finalmente, Melo, Bruni y Vilander llegaron terceros en los 1000 km de Zhuhai, contribuyendo así a que Ferrari venciera a Porsche en el campeonato de marcas de la Copa Intercontinental Le Mans.
El brasileño volvió a tener actividad en Europa y Estados Unidos en 2011 como piloto de AF Corse acompañado de Vilander. En la American Le Mans Series, finalizó 11º en el campeonato de pilotos de GT2 y su equipo Risi quedó quinto en el campeonato de equipo, al lograr una victoria y tres podios. En la Le Mans Series, quedó séptimo en el campeonato de pilotos de GT2 al conseguir apenas una victoria y un cuarto puesto en las cinco carreras. Melo disputó las 24 Horas de Le Mans en una Ferrari 458 de la clase GTE-Pro pero para el equipo Luxury, donde abandonó. También participó en las 24 Horas de Nürburgring en el equipo Farnbacher, donde finalizó octavo absoluto y vencedor de la clase SP8.
Melo dejó de ser piloto oficial de Ferrari para la temporada 2012. Ese año disputó solamente cuatro carreras, aunque siempre con Ferrari 458 de la clase GTE. Disputó las tres primeras fechas del nuevo Campeonato Mundial de Resistencia para Luxury junto a Frédéric Makowiecki, logrando un segundo puesto en las 24 Horas de Le Mans y un tercero en las 6 Horas de Spa-Francorchamps. Además, llegó segundo en la clase GTE-Pro de las 6 Horas de Le Castellet de la European Le Mans Series para JMB junto a Marco Frezza